# Banki meló
A Banki meló (eredeti cím: The Bank Job) 2008-as brit bűnügyi film Roger Donaldson rendezésében és Jason Statham főszereplésével. A történet alapjául egy 1971-ben véghezvitt, valós bankrablás esete szolgált, amit követően a brit kormány hírzárlatot rendelt el, állítólag a brit királyi család védelmében. Az események körülményeire a producerek elmondása szerint első ízben derül fény a film révén, noha a cselekmény jelentős mennyiségű fiktív elemet is tartalmaz.

## Történet
A kisstílű bűnözőből jó útra tért londoni autókereskedő, Terry Leathers gyenge forgalmú garázsát adósságbehajtók fenyegetik, ám hamarosan nagy lehetőség kínálkozik fel a férfi és társai előtt: egy régi ismerős, Martine Love biztos tippet tud a Baker Street-i bank kirablására, ahol a számos fiók temérdek készpénzt rejt. Terry felkeresi az akcióhoz elengedhetetlen ismerőseit, és megkezdik az ásást a föld alatt, két épületre a banktól. Erőfeszítéseiket siker koronázza, a zsákmány hatalmas, azonban fogalmuk sincs arról, milyen körök nyugalmát zavarták fel a széfek feltörésével. Mikor a yard mellett a londoni alvilág és az MI5 – vagy 6 – is a nyomukba ered, Terry igyekszik a kezében lévő adukat a legkedvezőbben kijátszani egy olyan ügyben, ahol a bankrablók a legártatlanabbak.

## Szereplők
| Szerep             | Színész                | Magyar hang        | Megjegyzés |
| ------------------ | ---------------------- | ------------------ | --- |
| Terry Leather      | Jason Statham          | Epres Attila       | Autókereskedést vezető londoni családapa, akinek adósságai miatt kapóra jön egy régi ismerőse nem mindennapi haszonnal kecsegtető ajánlata.                                             |
| Martine Love       | Saffron Burrows        | Kéri Kitty         | Terry egykori, vonzó barátnője, aki kapcsolatai révén egy bankrablás ötletével áll elő, amibe maga is betársul. Azonban részéről a háttérben több áll, mint puszta vagyonszerzési vágy. |
| Kevin Swain        | Stephen Campbell Moore | Takátsy Péter      | |
| Dave Shilling      | Daniel Mays            | Elek Ferenc        | |
| Guy Singer         | James Faulkner         | Perlaki István     | „Őrnagy” |
| Bambas             | Alki David             | Hajdu István       | |
| Eddie Burton       | Michael Jibson         | Hamvas Dániel      | |
| Ingrid Burton      | Georgia Taylor         |                    | |
| Tim Everett        | Richard Lintern        | Mihályi Győző      | |
| Miles Urquart      | Peter Bowles           | Szokolay Ottó      | |
| Philip Lisle       | Alistair Petrie        | Oberfrank Pál      | |
| Quinn              | Andrew Brooke          | Németh Gábor       | |
| Lord Drysdale      | Rupert Frazer          | Cs. Németh Lajos   | |
| Wendy Leather      | Keeley Hawes           | Kisfalvi Krisztina | |
| Gerald Pyke        | Don Gallagher          | Barbinek Péter     | |
| Nick Barton        | Craig Fairbrass        | Tóth Zoltán        | |
| Roy Given          | Gerard Horan           | Horányi László     | |
| Alfie Hook         | Robert Whitelock       | Incze József       | |
| Lew Vogel          | David Suchet           | Végvári Tamás      | Pornófilm-király és klubtulajdonos, akit rendkívül kellemetlenül érint a Baker Street-i bank széffiókjainak kifosztása, akárcsak hatósági körökből való üzlettársait.                   |
| Michael X          | Peter De Jersey        | Varga Gábor        | |
| Hakim Jamal        | Colin Salmon           | Maday Gábor        | |
| Gale Benson        | Hattie Morahan         | Pálfi Kata         | |
| Sonia Bern         | Sharon Maughan         | Málnai Zsuzsa      | |
| Sir Leonard Plugge | Rupert Vansittart      | Kajtár Róbert      | |
| Ételfutár          | Bronson Webb           | Berkes Bence       | |

## Valóság a színfalak mögött
A film részben történelmi tényeken alapszik. 1971. szeptember 11-ének éjjelén néhány ember alagutat fúrt a londoni Baker Street és a Marylebone Road sarkán álló Lloyds Bankba, és kifosztották a széffiókokat. Az elkövetők kibérelték a két ajtóval arrébb álló épületet, a bőráruval kereskedő Le Sac boltot, és 12 méter hosszú alagutat ástak, elhaladva a Chicken Inn gyorsétterem alatt is. Robert Rowlands amatőr rádiós meghallotta a bankrablók és az őrszemük között zajló rádióbeszélgetéseket, és értesítette a rendőrséget. A Rowlands által rögzített felvételeket később nyilvánosságra hozták. A filmben elhangzanak sorok ebből a szövegből, így például az őrt álló férfi szavai: „Money may be your god, but it's not mine, and I'm fucking off.” (kb. „A te istened lehet, hogy a pénz, de az enyém nem, és kurvára vége.”) Négy napos médiafelhajtást követően a brit hatóságok D-Notice-t eszközöltek, vagyis nemzetbiztonsági okokból hírzárlatot rendeltek el, így a sztori eltűnt a sajtóból. A D-Notice okát sosem tették közzé, s létezését is csak nem sokkal a film bemutatója előtt erősítették meg.
A film producerei belső forrásra hivatkoztak, aki a sajtójelentésekben George McIndoe néven szerepel. Az ő információit használta a film, mikor a D-Notice kibocsátásának indokaként egy olyan széffiókot jelölt meg, melyben Margit hercegnőt ábrázoló szexképeket őriztek, ezek kapcsolatba hozhatók voltak Michael X-szel, a gyilkosságért halálra ítélt, majd hazájában, Trinidad és Tobagóban kivégzett fekete polgárjogi aktivistához, akinek kormányzati aktáit 2054-ig titkosították. A film executive producereként is közreműködő McIndoe információinak alapjait azonban, s hogy ezen információk mennyire pontosak, bizonytalanság övezi. Az alkotók elismerték, hogy Martine Love karakterét ők találták ki, ezért helytállónak látszik a The New Yorker következtetése, miszerint „lehetetlen megmondani, hogy a film történetéből mennyi igaz”.

## Fogadtatás

### Kritikai visszhang
A film pozitív visszajelzéseket kapott a kritikusoktól. A Rotten Tomatoes weboldalán listázott több mint 130 vélemény 78%-a számol be elismerően a produkcióról. A konszenzus szerint „Remek szereposztásával és határozott rendezésével a Banki meló végig szórakoztató brit bankrablós film.”

### Box office
A film hazájában, Nagy Britanniában 8 millió dollárnak megfelelő angol fontot gyűjtött. Észak-Amerikában 5,9 millió dollárral negyedik helyen nyitott a nézettségi listán, majd köszönhetően a lassan csökkenő érdeklődésnek, ezt végül megötszörözte, vagyis 30,1 millióval zárt. A Banki meló világszerte összesen 63,8 millió dollárnak megfelelő összeget keresett.